# Tekodonty
Tekodonty (Thecodontia) – parafiletyczna grupa wczesnych archozaurów (gadów naczelnych) o budowie pokrojowo przypominającej krokodyle, ale z nogami prostszymi niż inne gady. Poza najprymitywniejszymi formami większość posiadała uzębienie tekodontyczne – zęby osadzone w zębodołach szczęki i żuchwy. Czaszka diapsydalna, zęby zwykle ostre i zakrzywione ku tyłowi.
Tradycyjnie tekodonty były wyróżniane jako rząd obejmujący najprymitywniejsze archozaury, w tym zarówno wymarłe bezpotomnie linie ewolucyjne (m.in. aetozaury i fitozaury), jak i przodków bardziej zaawansowanych ewolucyjnie archozaurów: dinozaurów, pterozaurów i krokodyli. Jednak tak pojmowane tekodonty, nieobejmujące wywodzących się od nich zaawansowanych archozaurów, są grupą parafiletyczną, więc zgodnie z zasadami kladystyki nie powinno się ich wyróżniać. W nowszych opracowaniach generalnie nie używa się tej nazwy. Kischlat (2000) podjął próbę przedefiniowania Thecodontia, tak by stały się taksonem monofiletycznym; zdefiniował je jako klad obejmujący ostatniego wspólnego przodka rodzajów Protorosaurus i Thecodontosaurus oraz wszystkich jego potomków. Definicja ta nie jest jednak wykorzystywana przez innych autorów.
Najstarsze tekodonty były prymitywnymi drapieżnikami poruszającymi się na czterech nogach a formy bardziej zaawansowane ewolucyjnie przeszły na dwunożny chód. Kończyny przednie i tylne 5-palcowe zakończone pazurami. Tylne dłuższe od przednich. Spośród 6 podrzędów przedstawiciele tylko jednego byli roślinożercami.
Występowały od późnego permu do późnego triasu, na wszystkich kontynentach.
W Polsce tropy tekodontów znaleziono w okolicach Dołów Biskupich koło Ostrowca Świętokrzyskiego.